# Ottochloa
Ottochloa  es un género de plantas herbáceas,  perteneciente a la familia de las poáceas. Es originario de Norteamérica. Comprende 6 especies descritas y de estas, solo 3  aceptadas.

## Taxonomía
El género fue descrito por James Edgar Dandy y publicado en Journal of Botany, British and Foreign 69(2): 54. 1931. La especie tipo es: Ottochloa nodosa
Etimología
El nombre del género fue otorgado en honor de Otto Stapf, eminente agrostólogo.

## Especies aceptadas
A continuación se brinda un listado de las especies del género Ottochloa aceptadas hasta abril de 2014, ordenadas alfabéticamente. Para cada una se indica el nombre binomial seguido del autor, abreviado según las convenciones y usos. 
- Ottochloa gracillima C.E.Hubb.
- Ottochloa grandiflora
- Ottochloa nodosa